# Qantas
Qantas Airlines Limited (conocida comercialmente como Qantas, AFI: [ˈkwɒntəs]) es la aerolínea de bandera de Australia. Es la aerolínea australiana más antigua y grande, así como la tercera más antigua del mundo después de la neerlandesa KLM y la colombiana Avianca. Qantas es el acrónimo de Queensland and Northern Territory Aerial Services (Servicios aéreos de Queensland y los Territorios del Norte). Su código IATA es QF. Su código OACI es QFA. Las acciones de la empresa se negocian en la Bolsa de Australia con el código QAN. Qantas fue fundadora de la alianza Oneworld en 1999 junto con American Airlines, British Airways, Cathay Pacific y la desaparecida Canadian Airlines

## Historia
Qantas fue fundada en Queensland el 16 de noviembre de 1920 con el nombre de Queensland and Northern Territorial Aerial Services Limited, posteriormente abandonó su nombre original por su acrónimo ya popularizado. Qantas fue nacionalizada en 1947 por el gobierno del Partido Laborista de Australia, entonces dirigido por el primer ministro Ben Chifley, en el Parlamento de Australia. La empresa continuó perteneciendo al estado hasta la década de 1990 cuando fue nuevamente privatizada, cambiando su nombre a Qantas Airlines Limited.
En 1990 Qantas creó Australia Asia Airlines para operar rutas hacia Taiwán, que debido a su situación política, Qantas no podía volar allí a la vez que volaba a China. En aquel momento se alquilaron varios aviones Boeing 747SP y 767 hacia esta empresa que dejó de operar en 1996. 

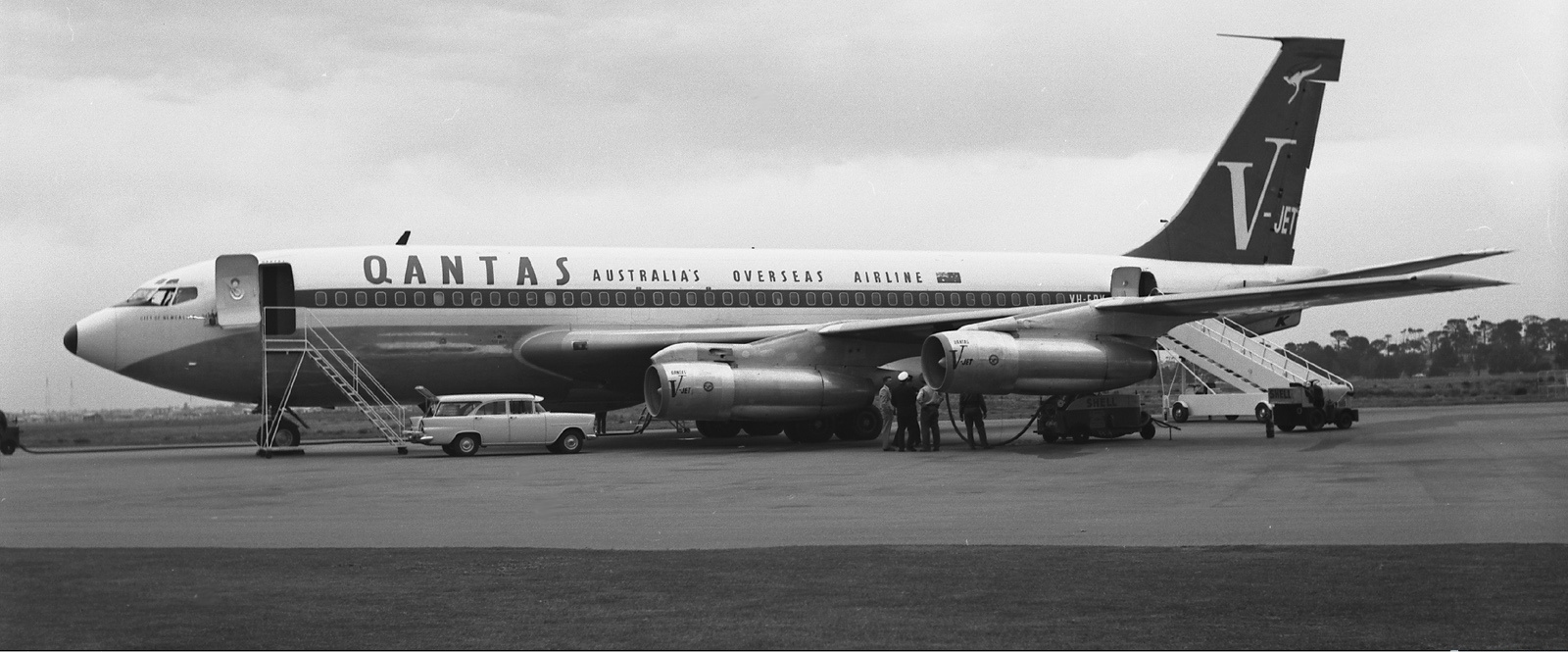
Un Boeing 707 de Qantas en el aeropuerto internacional de Adelaida a principios de 1960.

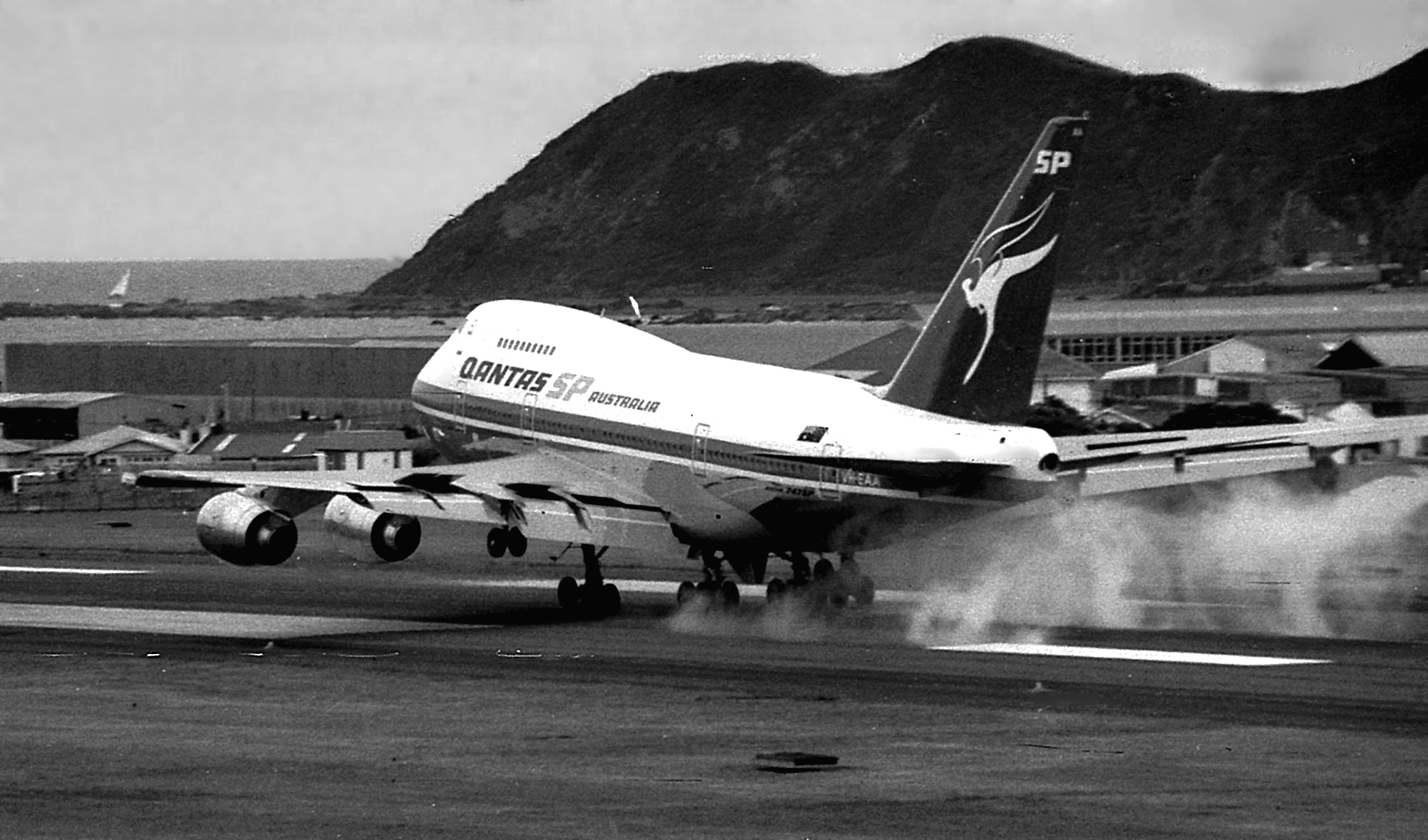
Boeing 747SP de Qantas aterrizando en Wellington, Nueva Zelanda en 1981.

Desde su fusión con Australian Airlines en 1993, cubre de manera extensiva las capitales regionales y las principales ciudades de Australia. También realiza muchas rutas internacionales desde y hacia Australia.
Qantas tiene reputación de ser un competidor agresivo en el mercado de aviación australiano. Son varias las aerolíneas internas que han desaparecido tras miles de quejas sobre las bajas tarifas de Qantas en las rutas con competidores y las exorbitantes en las rutas exclusivas. Tras septiembre de 2001, con la quiebra y posterior disolución de Ansett, Qantas mantiene un virtual monopolio en los vuelos internos australianos. Virgin Blue, una aerolínea de bajo costo ha logrado tomar parte del mercado interno, por lo que Qantas ha respondido creando una subsidiaria de características similares llamada Jetstar. Con esta medida, Qantas espera dominar el segmento de vuelos de bajo costo y mantener su dominio en el mercado interno australiano, que representa parte importante de su mercado total.
El 13 de diciembre de 2004, se iniciaron los vuelos de Jetstar Asia Airways que vuela desde Singapur hacia Hong Kong, con lo que Qantas espera obtener parte importante del mercado de vuelos de bajo coste en Asia, dándole batalla a su principal competidor en ese mercado, Singapore Airlines. Qantas ya es la segunda aerolínea que opera desde el Aeropuerto Internacional de Singapur, mientras que Singapore Airlines es la segunda aerolínea que opera vuelos desde y hacia Australia.
Qantas ha intentado también expandirse hacia el mercado de vuelos internos de Nueva Zelanda, primero adquiriendo partes de Air New Zealand, y luego Ansett New Zealand. Se espera que Qantas aumente su participación (sin llegar a ser mayoritaria) en Air New Zealand.
En 1993 British Airways compró 25 % de Qantas por 665 millones de dólares australianos. En septiembre de 2004, El valor en 2003 de esas acciones se estima en cerca de 1100 millones de dólares australianos (759 millones de dólares de Estados Unidos). La parte de British Airways ha bajado de 25 a 18,5 % debido a la expansión de acciones de la empresa. En la actualidad British Airways posee el máximo permitido por la ley para una empresa extranjera. Se piensa que al vender British Airways sus acciones, Qantas estará en mejor posición para competir en el mercado asiático.
El 29 de octubre de 2011, la aerolínea anuncia un cese indefinido de todos sus vuelos debido a la disputa sindical en curso. No obstante, la aerolínea tuvo que retomar sus vuelos tras el dictamen de la Comisión de Regulación de Trabajo del 31 de octubre de 2011.
El 20 de octubre del 2019, Qantas completó el vuelo comercial más largo hasta ahora entre Nueva York y Sídney, utilizando un Boeing 787-9 en 19 horas y 20 minutos.

## Incidentes y accidentes
Es frecuente mencionar, particularmente por la película Rain Man, que Qantas no ha tenido accidentes catastróficos. Sin embargo, la frase que utiliza la empresa es que nunca ha perdido un avión Jet. Antes de la era de los aviones a reacción, Qantas tuvo varios accidentes fatales. Uno de ellos fue el 16 de julio de 1951, cuando un De Havilland Drover VH-EBQ se estrelló en Nueva Guinea por un fallo del motor, muriendo 7 personas entre tripulantes y pasajeros. Otros accidentes fatales ocurrieron en 1927, 1934, 1942, 1943 (2) y 1944. El récord de Qantas con aviones de propulsión a chorro sería impecable hasta que en 1999 cuando el Vuelo 1, un Boeing 747-400 VH-OJH sobrepasó por 220 metros la pista de aterrizaje de Bangkok. No hubo muertos en ese accidente; sin embargo, la oficina de transporte aéreo de Australia criticó muchos detalles en las operaciones y entrenamiento de Qantas. Las reparaciones del avión de nueve años de antigüedad costaron 100 millones de dólares australianos y se le criticó como una costosa operación publicitaria para esconder el hecho de que efectivamente habían perdido el avión, aunque Qantas niega esa afirmación.[cita requerida]
- El 4 de noviembre del 2010 hubo otro incidente sin heridos, con un Airbus A380 que cubría la ruta Singapur-Sídney, en el que uno de los motores Rolls-Royce Trent 900 estalló y perdió partes de la carcasa del motor y el fuselaje, por lo que tuvo que aterrizar de emergencia 2 horas después del despegue en el aeropuerto de origen. Tras el incidente, producido mientras el aparato sobrevolaba Indonesia, Airbus ordenó a las compañías que utilizaban el Airbus A380 con motores Rolls-royce Trent 900 que enviasen sus aparatos a la planta central de Toulouse en Francia para que fueran revisados.

## Flota
La flota de Qantas tiene una edad promedio de 15.16 años y consta de las siguientes aeronaves a febrero de 2024:
 15.16 años promedio de la flota (febrero de 2024)

## Otros hechos interesantes
- El primer avión de Qantas fue un Avro 504K G-AUBG, adquirido por £1425. que volaba a 65 millas por hora llevando un piloto y dos pasajeros.
- En la década de 1920 Qantas construyó aviones (De Havilland DH50s y DH9) bajo licencia en sus hangares de Longreach, Queensland.
- En 1928 un vuelo chárter de Qantas realizó el vuelo inaugural del Servicio Real de Médicos Volantes de Australia, partiendo desde Cloncurry, Queensland.
- El primer Boeing 707 de Qantas fue entregado en Seattle el 26 de junio de 1959.
- Los Boeing 707 de Qantas eran conocidos como los V jets.
- El actor John Travolta posee un Boeing 707 comprado a Qantas.
- Qantas posee tres aviones decorados con motivos diseñados por aborígenes de Australia, el Wunala Dreaming (Boeing 747-400, ER VH-OEJ[8]), el Nalanji Dreaming (Boeing 747-300 VH-EBU[9]) y el Yananyi Dreaming (Boeing 737-800 VH-VXB[10]).
- Su primer destino internacional fue Singapur.